# Eype Mouth
Eype Mouth – wieś w Anglii, w hrabstwie Dorset. Leży 25 km na zachód od miasta Dorchester i 206 km na południowy zachód od Londynu.